# Contea di Fuentes
Contea di Fuentes è un titolo nobiliare spagnolo concesso il 18 febbraio 1508 dal re Ferdinando II d'Aragona per Juan Fernández de Heredia e Bardají, signore di Rubielos Mora, Fuentes de Ebro, Fuendetodos.

## Titolari
- I: Juan Fernández de Heredia e Bardají (?-1508)

- II: Juan Gil Fernández de Heredia y Bardají (?-1534 ca.)

- III: Juan Fernández de Heredia y Urrea (1502-1561)

- IV: Juan Cristóbal Fernández de Heredia y Cuevas (?-1572)

- V: Juan Luis Fernández de Heredia e Híjar (1534-1578)

- VI: Juan Felipe Fernández de Heredia e Híjar (?-1583)

- VII: Juan Carlos Fernández de Heredia y Cuevas (?-1603)

- VIII: Juan Jorge Fernández de Heredia y Gadea (1558-1616)

- IX: Juan Carlos Fernández de Heredia y Pomar (1580-1623)

- X: Juan Fernández de Heredia y Aragón (1600-1660)

- XI: Juan Miguel Fernández de Heredia y Borja (1624-1674)

- XII: Juan Antonio Fernández de Melo de Ferreira (1650-1677)

- XIII: Juan Bernardino Fernández de Heredia y Torrellas Bardají y Sánchez de Luna y Mendoza (?-1699)

- XIV: Juan Jorge Fernández de Heredia y Fernández de Híjar (1655-1728)

- XV: Juan Bartolomé Isidro de Moncayo y Palafox (1675-1745)

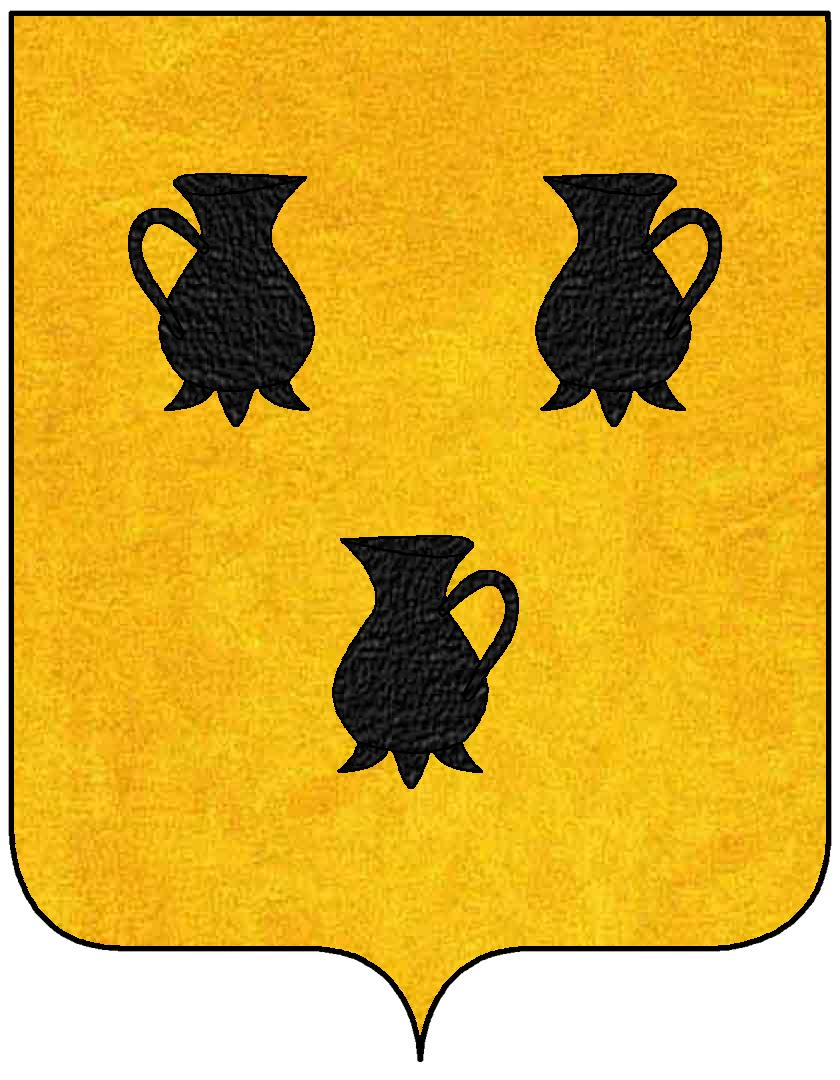
Stemma Pignatelli

- XVI: Joaquín Atanasio Pignatelli de Aragón y Moncayo (1724-1776)

- XVII: Luis Antonio Pignatelli de Aragón y Gonzaga (1749-1801), IV duca di Solferino

- XVIII: Armando Casimiro Luis de Aragón y Egmond (1770-1809), V duca di Solferino

- XIX: Juan Domingo Pignatelli de Aragón y Gonzaga (1757-1819), VI duca di Solferino

- XX: Juan María Pignatelli de Aragón y Wall (1795-1823), VII duca di Solferino

- XXI: Juan Bautista Pignatelli de Aragón y Belloni (1823-1824), VIII duca di Solferino

- XXII: Juan José María Pignatelli de Aragón y Wall (1800-1851)

- XXIII: Antonio María Pignatelli de Aragón y Antentas (1824-1869)

- XXIV: Antonio María Pignatelli de Aragón y Burgos (1958-1993)

- XXV: José María Pignatelli de Aragón y Burgos (1959)

- XXVI: Gerardo María Pignatelli de Aragón y Burgos (1964-2008)

- XVII: Patricia Cayetana Pignatelli de Aragón y Ramiro.